# Hub Records
Hub Records, dansk indie pladeselskab stiftet af det akustiske punkband Huberts Badehotel i 1983. Huberts Badehotel bestod da af Ole Dreyer, Uffe Ejlerskov og Morten Thornton (daværende Mårten Nielsen). Udgav først og fremmest musik med punk og undergrundsorkestre, som havde base i musikmiljøet i Albertslund i 1980'erne.

## Udgivelser på Hub Records
- Huberts Badehotel – 7" EP med numrene Hotdåkken Hans, Essenlied, Fuck the System, Kåntrysång og Bent finder sin sok : ARNE-1 1983
- NRG 7" single Kulturel Forvaltning/Sort : ARNE-2 1984
- Kalashnikov 7" single Ødelæg og hærg/Læderhalse/Schlüters Kabinet : ARNE-3 1984
- Max Guld-Music.cassette For enden af Corridoren med numrene Fortryllet, Den sorte prins, Belastende forhold, Rum, Alices udvej, Bent, Leifs jamren, Preben og Irene, den kolde skulder, Guden og Ørken ARNE-4
- Atrocity 7" single ARNE-5 1985
- Kalashnikov Subversion med numrene: Subversion, Civiliseret Apartheid, Spøgelsesbyen, The SMog, Famler sig frem, Øjne, S.E.X., Dybt i mit hjerte, Skinnde stål, Skarpt!, Windscale og Dødsenglen : Arne 6 1985
- Rosegarden 7" single Winterwind/Leaving you : Arne 007 1985
- Kalashnikov "Skyggernes Ambassadør" 7" single er aldrig udkommet i handel. Arne 8[1]
- NRG 12" single med numrene Asfalt, Aber Mein Liebchen, Ung I Arbejde, Firkantens Kvarter og Hvid Magt : ARNE-9 1986
- Dysterharge Den Hvide Kreds med numrene: Det smukkeste land, Tanker, Næver af ståt, Vinde i natten/Danser i en ring, Mor og barn, Dage i modstand, Dag efter dag, Ud!, Nyt land og Den Hvide Kreds : ARNE-10 1986